# The Black and White Album
| Оценки критиков      | Оценки критиков                                                                    |
| Источник             | Оценка                                                                             |
| -------------------- | ---------------------------------------------------------------------------------- |
| Allmusic             | [ 1 ]                                                                              |
| BBC Collective       | [ 2 ]                                                                              |
| Роберт Кристгау      | [ 3 ]                                                                              |
| Drowned in Sound     | [ 4 ]                                                                              |
| Entertainment Weekly | (A-)                                                                               |
| The Guardian         | [ 6 ]                                                                              |
| Paste                | 3,5 из 5 звёзд · 3,5 из 5 звёзд · 3,5 из 5 звёзд · 3,5 из 5 звёзд · 3,5 из 5 звёзд |
| Pitchfork Media      | [ 7 ]                                                                              |
| NME                  | [ 8 ]                                                                              |
| Rolling Stone        | [ 9 ]                                                                              |
| The Times            | [ 10 ]                                                                             |

The Black and White Album — четвёртый студийный альбом шведской рок-группы The Hives, выпущенный 15 октября 2007 года в Великобритании лейблом Polydor Records, и 13 ноября — в США лейблами A&M, Octone и Universal Music Group

## Об альбоме
Первоначально выход альбома в Великобритании был намечен на 9 октября, однако релиз был отложен на 15 число того же месяца.
Первый сингл с альбома, Tick Tick Boom, появился в играх Madden NFL 08 и Madden NFL 11, хотя в них играет ранняя версия с некоторыми заметными изменениями. Окончательный вариант появился на альбоме, а также в NCAA Football 10. Клип на эту песню появился в рекламе Nike незадолго до даты выпуска сингла (14 августа в США и 24 сентября в Великобритании).
Группа сообщила, что они записали 20-30 песен (семь из них спродюсировали The Neptunes) для этого альбома, из которых они, наконец, выбрали лучшее. Другие треки были спродюсированы Джекнайфом Ли и Деннисом Херрингом. Некоторые сессии проводились с Тимбалэндом, с которым группа записала песню Throw It On Me, но было слишком поздно, и ни один трек не попал на альбом. Группа надеялась использовать эти песни в качестве би-сайдов.
Трек-лист альбома был подтвержден на немецком сайте группы 13 сентября 2007 года, а затем в NME.
К 9 октября Tick Tick Boom, Try It Again, You Got It All … Wrong, Well All Right!, Won’t Be Long и Fall Is Just Something Grownups Invented были доступны на iTunes.
17 декабря 2007 года композиция T.H.E.H.I.V.E.S. была утверждена в качестве следующего сингла с альбома на сайте группы.

## Список композиций
| №   | Название                                | Продюсер       | Длительность |
| --- | --------------------------------------- | -------------- | ------------ |
| 1.  | «Tick Tick Boom»                        | Деннис Херринг | 3:25         |
| 2.  | «Try it Again»                          | Деннис Херринг | 3:29         |
| 3.  | «You Got it All... Wrong»               | Деннис Херринг | 2:42         |
| 4.  | «Well All Right!»                       | The Neptunes   | 3:29         |
| 5.  | «Hey Little World»                      | Джекнайф Ли    | 3:22         |
| 6.  | «A Stroll Through Hive Manor Corridors» | The Hives      | 2:37         |
| 7.  | «Won't Be Long»                         | Деннис Херринг | 3:46         |
| 8.  | «T.H.E.H.I.V.E.S.»                      | The Neptunes   | 3:37         |
| 9.  | «Return the Favour»                     | Деннис Херринг | 3:09         |
| 10. | «Giddy Up!»                             | The Hives      | 2:51         |
| 11. | «Square One Here I Come»                | Деннис Херринг | 3:10         |
| 12. | «You Dress Up for Armageddon»           | Деннис Херринг | 3:09         |
| 13. | «Puppet on a String»                    | The Hives      | 2:54         |
| 14. | «Bigger Hole to Fill»                   | Томас Оберг    | 3:37         |

### Бонусные треки
| №  | Название                                                                                     | Длительность |
| -- | -------------------------------------------------------------------------------------------- | ------------ |
| 1. | «Hell No» (Best Buy Bonus Track)                                                             | 2:22         |
| 2. | «I Can't Give It to You» (Только в индийском издании)                                        | 3:37         |
| 3. | «Fall Is Just Something Grownups Invented» (Бонусный трек в iTunes для США и Великобритании) | 2:41         |
| 4. | «Waits Too Long» (Би-сайд)                                                                   | 3:28         |

## Участники записи
- Howlin' Pelle Almqvist (Pelle Almqvist) — вокал
- Nicholaus Arson (Niklas Almqvist) — гитара, бэк-вокал
- Vigilante Carlstroem (Mikael Karlsson Åström) — гитара
- Dr. Matt Destruction (Mattias Bernvall) — бас-гитара
- Chris Dangerous (Christian Grahn) — ударные
- Pelle Gunnerfeldt — микширование
- Serban Ghenea — микширование
- Ted Jensen — мастеринг
- Dennis Herring — продюсирование
- The Neptunes — продюсирование
- Jacknife Lee — продюсирование
- Thomas Öberg — продюсирование
- Matt Radosevich — инженер